# Omara Portuondo

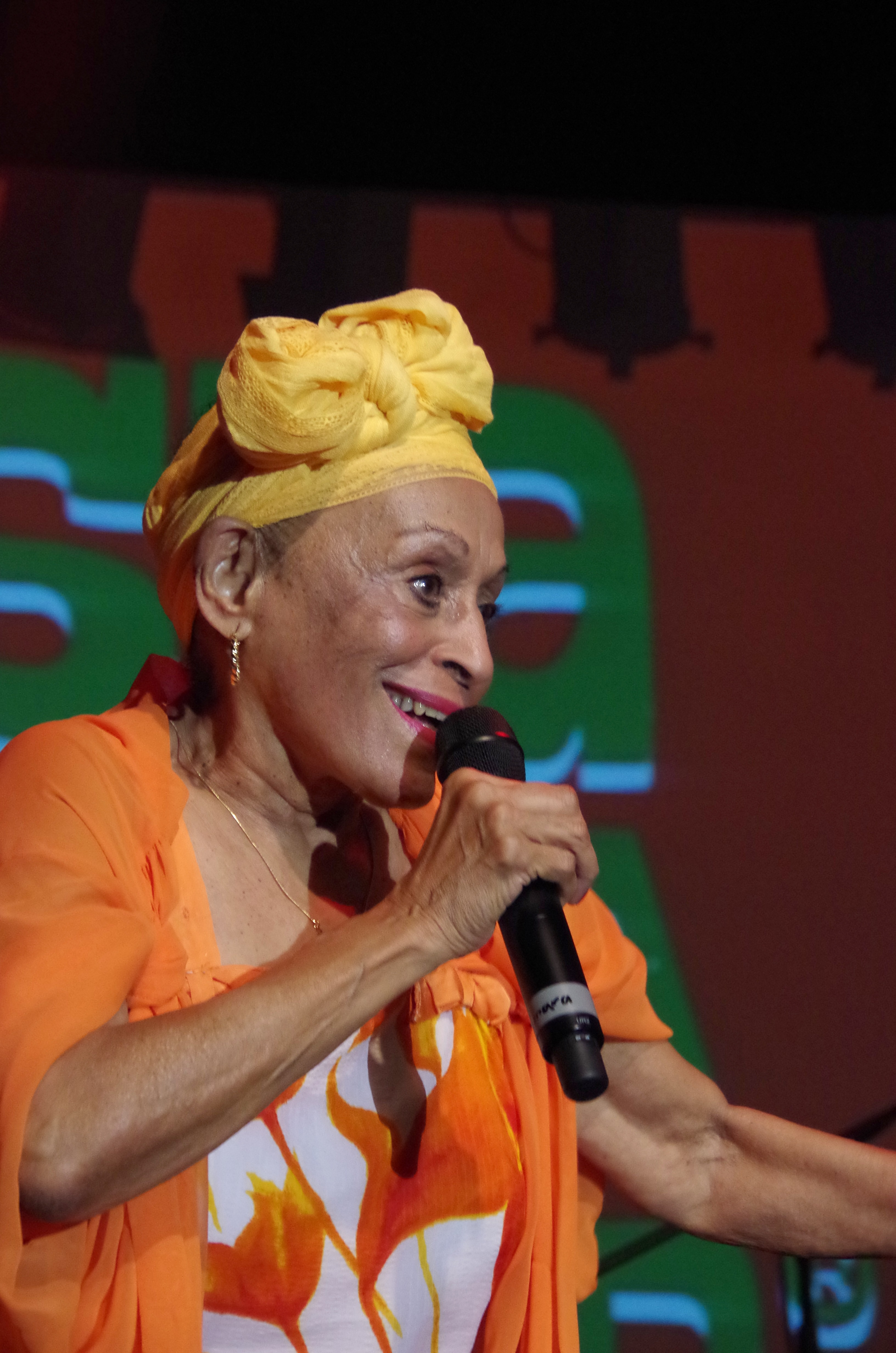
Omara Portuondo beim Zelt-Musik-Festival (2015)

Omara Portuondo Peláez (* 29. Oktober 1930 in Havanna) ist eine kubanische Sängerin.

## Leben
Omara Portuondo wurde im Oktober 1930 in Havanna im Viertel Cayo Hueso geboren. Ihr Vater Bartolomé „Bartolo“ Portuondo Alfaro (1893–1981) war ein erfolgreicher Baseballspieler und einer der ersten, die in die USA gingen. Ihre Mutter Esperanza Peláez Hernández stammte aus einer reichen spanischen Familie, und es war damals ein Skandal, als sie mit dem schwarzen Baseballspieler durchbrannte und ihn heiratete. Portuondo hat zwei Schwestern. Die Eltern sangen viel, sodass auch Omara schon früh zu singen begann.
Portuondo startete ihre Karriere 1945 im berühmten Tropicana-Club in Havanna als Tänzerin. Zusammen mit ihrer Schwester Haydee, die auch dort tanzte, sang Omara kurze Zeit in Frank Emilio Flynns Band Loquibambla Swing. 1952 taten sich die beiden Schwestern mit den Sängerinnen Elena Burke und Moraima Secada und der Pianistin Aida Diestro (1916–1973) zusammen und gründeten die Band Cuarteto las d'Aida. Die Band hatte großen Erfolg, tourte durch die USA und spielte zusammen mit Nat King Cole.
1959 nahm Omara Portuondo ihr erstes Solo-Album, Magia Negra, auf. Sie blieb jedoch in ihrer Band, auch als ihre Schwester Haydee 1961 die Band verließ, um in die USA überzusiedeln.
Erst 1967 verließ auch Omara die Band und begann ihre Solo-Karriere. Sie nahm zahlreiche Alben auf und konnte auch außerhalb Kubas auf Tour gehen.
Den endgültigen internationalen Durchbruch erreichte sie mit ihrem Gesang auf der von Ry Cooder produzierten Platte Buena Vista Social Club 1997. Mit dem gleichnamigen Film von Wim Wenders von 1998 wurde sie weltweit bekannt. Es folgten die Alben Buena Vista Social Club Presents Omara Portuondo (2000) und Flor de Amor (2004).
Im Oktober 2024, nach einem Auftritt in Barcelona, gab die 93-jährige Omara Portuondo ihren Rückzug von der Bühne bekannt.

## Politisches Engagement
2014 verteidigte sie in einem Interview in Mexiko die Castro-Herrschaft mit der Feststellung, dass jedes Land seine Regierung und jedes Volk eigene Regeln für den Umgang mit seiner Regierung habe, dies sei zu respektieren.

## Auszeichnungen und Ehrungen
Omara Portuondo wurde vier Mal für den Latin Grammy nominiert und erhielt den Preis 2009 für ihr Album „Gracias“ als das beste zeitgenössische tropische Album (Best Contemporary Tropical Album). Sie war damals nach zehn Jahren Bestehens der Auszeichnung die erste auf der Insel lebende Kubanerin, die bei der Preisverleihung auf der Bühne auftrat. Außerdem erhielt sie 2008 den Premio Música Brasileira und 2005 den Billboard Latin Music Award.
2019 wurde ihr der Orden der Aufgehenden Sonne, 4. Klasse verliehen.

## Diskografie

### Studioalben
| Jahr | Titel                                            | Höchstplatzierung, Gesamtwochen, AuszeichnungChartplatzierungen (Jahr, Titel, Platzierungen, Wochen, Auszeichnungen, Anmerkungen) | Höchstplatzierung, Gesamtwochen, AuszeichnungChartplatzierungen (Jahr, Titel, Platzierungen, Wochen, Auszeichnungen, Anmerkungen) | Höchstplatzierung, Gesamtwochen, AuszeichnungChartplatzierungen (Jahr, Titel, Platzierungen, Wochen, Auszeichnungen, Anmerkungen) | Höchstplatzierung, Gesamtwochen, AuszeichnungChartplatzierungen (Jahr, Titel, Platzierungen, Wochen, Auszeichnungen, Anmerkungen) | Höchstplatzierung, Gesamtwochen, AuszeichnungChartplatzierungen (Jahr, Titel, Platzierungen, Wochen, Auszeichnungen, Anmerkungen) | Anmerkungen                                                |
| Jahr | Titel                                            | DE | AT | CH | UK | US | Anmerkungen                                                |
| ---- | ------------------------------------------------ | --- | --- | --- | --- | --- | ---------------------------------------------------------- |
| 2000 | Buena Vista Social Club Presents Omara Portuondo | DE57 (6 Wo.)DE | AT4 Gold · (51 Wo.)AT | CH13 (16 Wo.)CH | — | — | Erstveröffentlichung: 21. April 2000                       |
| 2004 | Flor De Amor                                     | — | AT33 (3 Wo.)AT | CH50 (4 Wo.)CH | — | — | Erstveröffentlichung: 3. Mai 2004                          |
| 2006 | Rhythms del Mundo – Cuba                         | DE9 Platin · (35 Wo.)DE | AT55 (3 Wo.)AT | — | — | — | Erstveröffentlichung: 14. November 2006 mit Ibrahim Ferrer |

### Unter eigenem Namen
- 1958: Velvet. Wiederveröffentlicht als Magia negra
- 1967: Omara Portuondo. Wiederveröffentlicht auf 18 joyas ineditas
- 196_: Esta es Omara Portuondo
- 197_: ¡Omara!. Leitung: Juan Pablo Torres
- 197_: Omara Portuondo
- 198_: Y tal vez – Omara Portuondo. Teils wiederveröffentlicht als La gran Omara Portuondo
- 1987: ¡Omara Portuondo … con Adalberto y su son!. Wiederveröffentlicht auch als Roots of Buena Vista
- 1996: Palabras
- 1997: Omara Portuondo & Martin Rojas
- 1997: Desafíos (mit Chucho Valdés)
- 2001: Pensamiento
- 2001: La Sitiera
- 2001: You
- 2002: La Novia del Filin
- 2002: Dos Gardenias
- 2005: Lágrimas Negras
- 2007: Omara Portuondo/Maria Bethânia
- 2008: Gracias (Latin Grammy 2009)
- 2010: Rompiendo la rutina. Tributo a “La emperatriz del danzonete”, Paulina Álvarez.
- 2011: Reír y cantar (Musik für Kinder)
- 2012: Mis anhelos

### Mit anderen (Auswahl)
- 1957: An Evening at the Sans Souci Cuarteto D'Aida con la orquesta de Chico O'Farrill
- 1992: Soy la mulata Cuarteto D'Aida (Sampler)
- 1960: Seis voces y un sentimiento je zwei Stücke von ihr und fünf anderen Sängerinnen
- 1997: Buena Vista Social Club
- 1997: A Toda Cuba le Gusta (by the Afro-Cuban All Stars)
- 1999: Buena Vista Social Club Presents Ibrahim Ferrer

## Dokumentarfilme
- Fernando Pérez: Omara, Kuba 1983, 25 Minuten (Online abrufbar auf Cubainformación.tv)
- Lester Hamlet: Omara: Cuba, Kuba 2015, 84 Minuten